# Aliança Climática dos Estados Unidos

Os estados membros da aliança.

A Aliança Climática dos Estados Unidos (em inglês, United States Climate Alliance) é um grupo de 3 estados e 92 cidades dos Estados Unidos, que estão empenhados em defender o Acordo de Paris sobre as alterações climáticas, dentro das suas fronteiras. Foi criada a 1 de Junho de 2017, como resultado da decisão do Presidente Donald Trump de retirar os Estados Unidos do acordo.
Os três estados-membros, Califórnia, Nova Iorque, e Washington, constituem 20,5% da população dos EUA e 24,7% do PIB dos EUA (em 2016). Por outro lado, estes estados contribuem apenas com 11,1% das emissões de dióxido de carbono do país.
| Nome       | Tipo   | Entrou                               |
| ---------- | ------ | ------------------------------------ |
| Califórnia | Estado | 1 de Junho de 2017 (membro fundador) |
| Nova York  | Estado | 1 de Junho de 2017 (membro fundador) |
| Washington | Estado | 1 de Junho de 2017 (membro fundador) |